# Jackass - The Movie
Jackass - The Movie (Brasil: Jackass - Cara-de-pau: O Filme) é um filme de comédia estadunidense de 2002, dirigido por Jeff Tremaine. É uma continuação da famosa série de televisão da MTV Jackass, que havia sido encerrada em fevereiro daquele ano. O filme foi produzido pela Lynch Siderow Productions e pela Dickhouse Productions para ser distribuído pela Paramount Pictures em parceira com a MTV Films. Jackass - The Movie apresenta a maior parte do elenco original da série, incluindo seu criador Johnny Knoxville, Bam Margera, Steve-O, Ryan Dunn, Jason "Wee Man" Acuña, Chris Pontius, Preston Lacy, Dave England e Ehren McGhehey.
Foi lançado nos cinemas norte-americanos em 25 de outubro de 2002; arrecadou mais de US$ 79 milhões em todo o mundo e recebeu críticas mistas. Uma versão sem censuras foi lançada em 2006 com uma duração de 88 minutos. Foi seguido por uma sequência, Jackass Number Two, lançada em 2006.

## Sinopse
O filme segue o princípio da série de televisão e consiste em clipes curtos nos quais acrobacias, testes de coragem e, às vezes, ações moralmente repreensíveis são realizados pelos jovens atores. Estilisticamente, Jackass: The Movie segue suas raízes na MTV. Os protagonistas são apresentados na sequência do título de cada esquete, enquanto dirigem por uma rua em um carrinho de compras enorme e se expõem a momentos perigosos.
O filme não possui estrutura específica e é apresentado como um documentário satírico sem continuidade. O objetivo das cenas mostradas é sempre implementar uma ideia o mais questionável possível. As ações variam de provocar aborrecimento público a formas de automutilação, que geralmente precisam ser realizadas por um ou mais membros do grupo para diversão pelo resto. O princípio central do conceito de filme é a excitação óbvia de reações de repulsa ou choque. A maior diferença para o formato da televisão é o fato de que as cenas também podem ser mostradas com menos censuras e com um conteúdo que não é permitido na televisão.

## Recepção

### Bilheteria
Contra um modesto orçamento de US$ 5 milhões, o filme estreou na primeira posição nas bilheterias dos Estados Unidos, arrecadando US$ 22,8 milhões, receita essa oriunda de 2.550 cinemas, para uma média de 9.073 dólares por sala. O filme caiu para o quarto lugar em seu segundo final de semana, o que representou uma queda na receita de 44%, arrecadando US$ 12,7 milhões, apesar de sua expansão para mais 2.530 cinemas, obtendo uma média de 5.032 dólares por sala. O valor bruto acumulado nos dez primeiros dias de cartaz foi de US$ 42,1 milhões.
O filme terminou seu circuito nos cinemas dos Estados Unidos arrecadando US$ 64,3 milhões naquele país, dos quais o fim de semana de abertura representou 35,43% de seu lucro final. O filme faturou mais US$ 15,2 milhões em outros países, elevando para uma receita total mundial de US$ 79,5 milhões.

### Crítica
Jackass: The Movie obteve recepção mista por parte da crítica especializada. No Rotten Tomatoes, 50% dos críticos deram críticas positivas ao filme com base em 96 resenhas; a classificação média é 5.04/10 sob o seguinte consenso crítico: "Há uma boa chance de que você esteja rindo histericamente de uma manobra, mas ficando irritado com a próxima nesta versão de tela grande do controverso programa da MTV". No Metacritic, o filme tem a pontuação 42/100 com base em 14 críticas, indicando "críticas mistas ou médias".